# 韃靼荒漠
《韃靼荒漠》（Il deserto dei Tartari）為迪諾·布扎第(Dino Buzzati)的卡夫卡式小說，寫成於1933年。此書榮獲哈普林·卡明斯基獎，亦為布扎第博得“義大利的卡夫卡”之聲譽。

## 內容
一個年輕人來到國家北部的巴斯提尼堡壘駐守低矮的圍牆，任務是保護堡壘免於韃靼人的入侵，最終卻在此無人煙的荒漠耗盡一生，等待永不到來的敵人。